# Himmelgarten (Nordhausen)
Himmelgarten ist ein Weiler im Osten der Stadt Nordhausen in Thüringen. Er ist Teil des Dorfes Leimbach, das Ortsteil der Stadt Nordhausen ist. Im Mittelalter war Himmelgarten ein Servitenkloster.

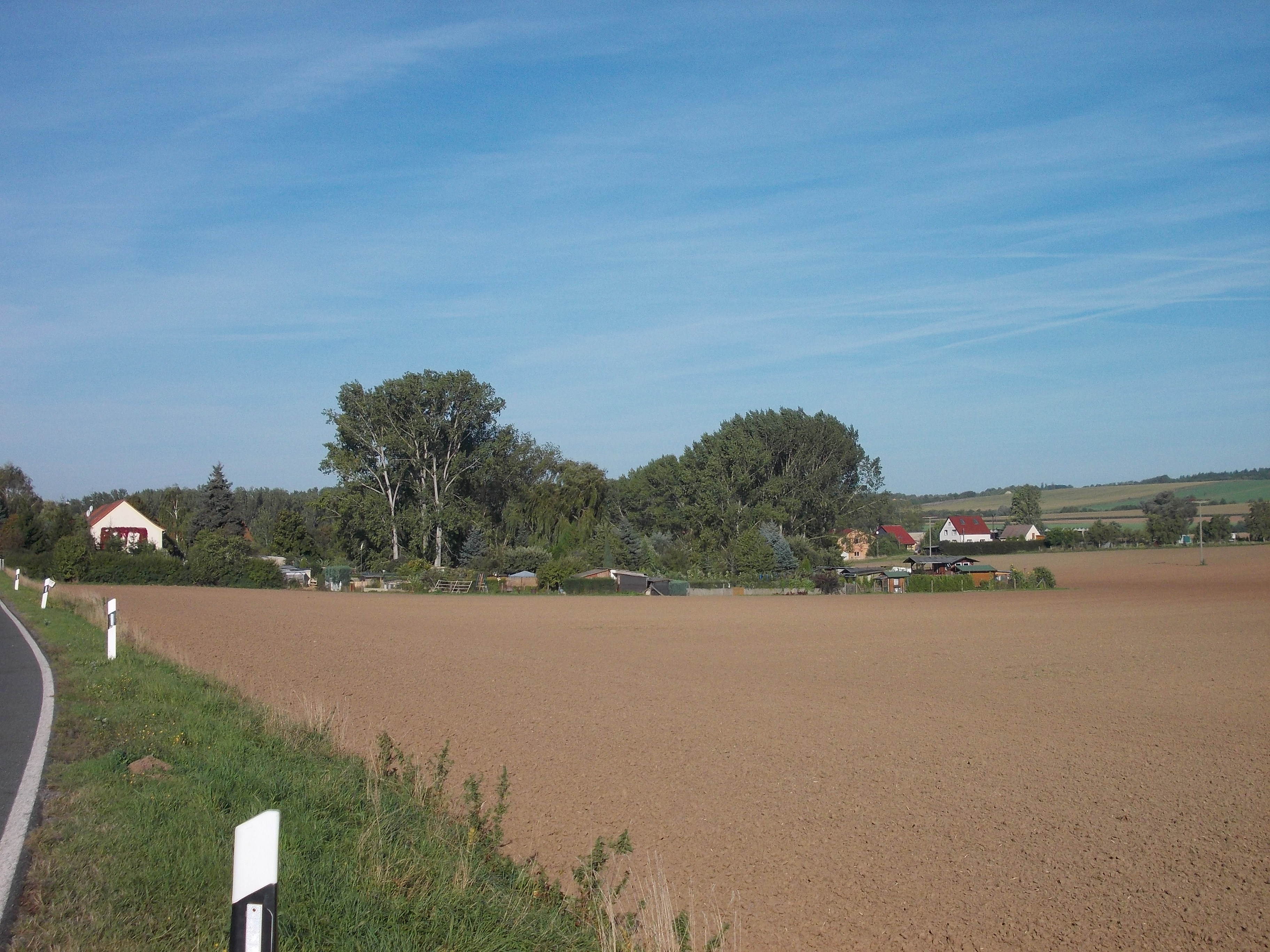
Himmelgarten von Osten

## Geographische Lage
Himmelgarten liegt zwei Kilometer östlich des Nordhäuser Stadtzentrums und gut einen Kilometer westlich des Nordhäuser Ortsteils Leimbach an der Kreisstraße 18 in ländlich geprägter Umgebung. Durch Himmelgarten fließt südwärts der Roßmannsbach der Zorge zu.

## Geschichte
Das auf ehemals hohnsteinischem Gebiet gelegene Kloster Himmelgarten ist am Ende des 13. Jahrhunderts mit Förderung durch das Chorherrenstift Nordhausen auf den Überresten der Wüstung Rossungen erbaut worden. Die urkundliche Ersterwähnung Rossungens erfolgte am 21. Dezember 1140, die des Klosters Himmelgarten am 4. Juni 1295; Johann Georg Leuckfeld zitiert eine Urkunde vom 27. Juli 1297. Im Jahre 1295 wurde die Klosterkirche durch den Nordhäuser Dompropst Elger geweiht. Der Gründungskonvent kam aus dem Kloster Hasselfelde.
Im Bauernkrieg wurde das Kloster 1525 geplündert und danach aufgegeben. Die Mönche konnten sich rechtzeitig nach Nordhausen zurückziehen und nahmen dabei ihre Klosterbibliothek mit, die durch glückliche Umstände bis heute erhalten ist.
Nach der Aufgabe des Klosters wurde das Anwesen als Gutshof fortgeführt. Einen Großteil des Bodens (258 ha) bewirtschaftete seit 1929 der Graf zu Stolberg-Stolberg. Nach 1945 wurde der Betrieb enteignet und als Volkseigenes Gut, später als LPG, weitergeführt.
Am 1. Juli 1994 wurde Himmelgarten als Teil Leimbachs in die Stadt Nordhausen eingemeindet.

## Die Himmelgarten-Bibliothek

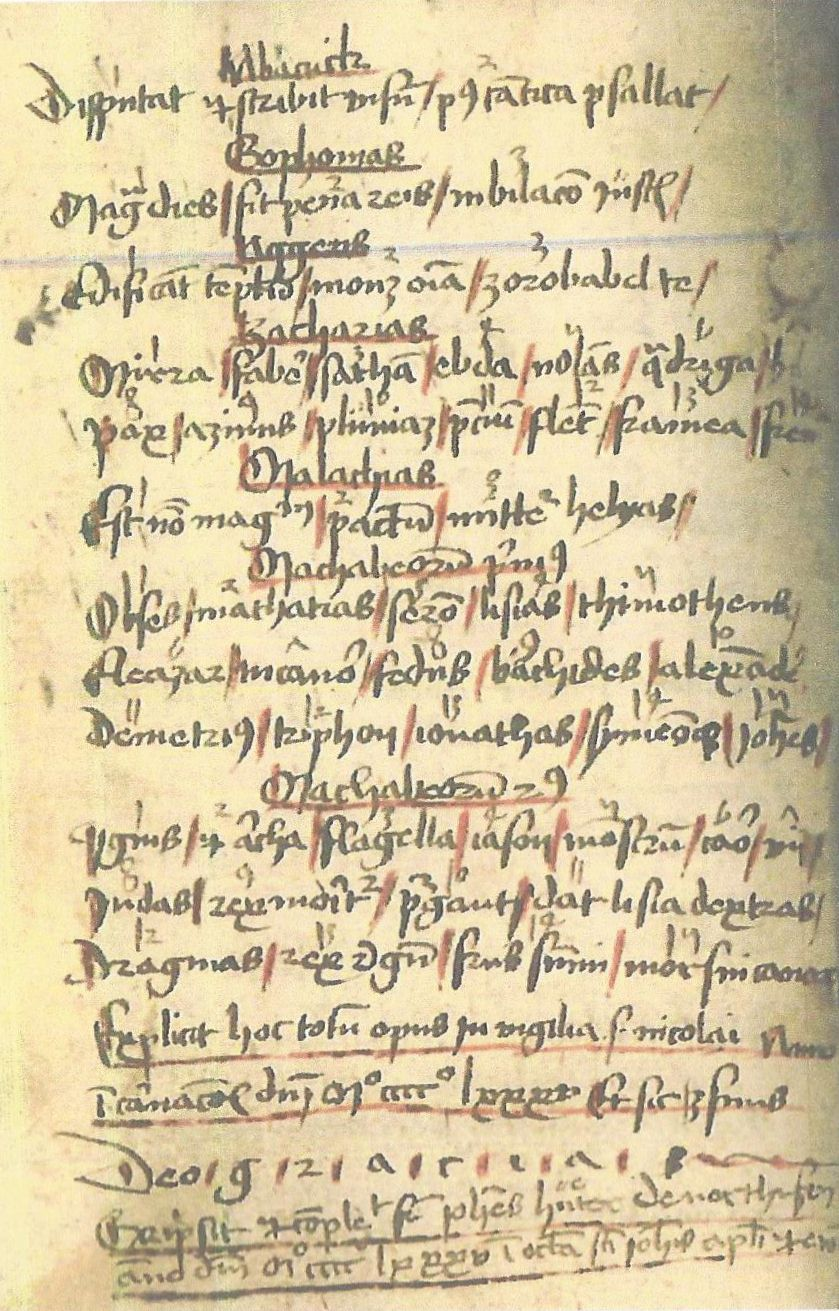
Huter-Notizbuch

Der Aufbau der Klosterbibliothek ist hauptsächlich dem Prior Johannes Pilearius zu verdanken, der 1514 zum Doktor der Theologie promoviert wurde. Nach dem Ende des Klosters Himmelgarten gelangte die Bibliothek zur Kirche St. Blasii nach Nordhausen, wo sie genutzt und der Bestand unter dem Pfarrer Johann Heinrich Kindervater (1675–1726), der 1717 einen Katalog erstellte, noch etwas vermehrt wurde. Im 19. Jh. befanden sich die Bände in einem schlechten Zustand, so dass man sie mit damaligen Methoden „restaurierte“. Schließlich wurden die Bücher 1973 in das Katechetische Oberseminar Naumburg verbracht, von wo aus sie 1989 in die Bibliothek des Evangelischen Predigerseminars in Wittenberg gelangten. Dort befand sich die Himmelgarten-Bibliothek noch bis 2014. Für das Jahr 2013 war eine Rückführung in die neu erbaute Stadtbibliothek Nordhausen geplant.
Der Bestand der Bibliothek umfasst 4 Bände mit lateinischen Handschriften aus dem 15. Jahrhundert, 230 Inkunabeln, 428 Titel aus dem 16. Jahrhundert, 39 Titel aus dem 17. und 17 Titel aus dem 18. Jahrhundert. Einige der Drucke sind Unikate. Der überwiegende Teil der 714 Titel ist in lateinischer Sprache verfasst.
Zu Beginn der 1990er Jahre verzeichnete die Bibliothek ungeklärte, vermutlich durch Diebstahl in den 1960er Jahren verursachte Verluste, darunter auch drei vor allem für die Bibliotheksgeschichte unersetzliche handschriftliche Quellen: zwei Rechnungsbücher des 17. und frühen 18. Jahrhunderts sowie das Notizbuch des Priors Johannes Huter, i. e. Pilearius, das Predigtentwürfe, Bibelzitate und Sprüche enthält. Das Notizbuch wurde 2006 als Lateinische Notizen-, Exzerpten- und Predigthandschrift von dem Berliner Antiquariat Galerie Gerda Bassenge angeboten und verkauft. 2014 kehrte die Bibliothek nach Nordhausen zurück.
Der Bestand wird als Depositum verwaltet und betreut vom Stadtarchiv Nordhausen, untergebracht in einem speziellen Magazinschrank innerhalb des gemäß DIN/ISO 11799 klimatisierten Sonderausstellungsraums des Stadtmuseums Flohburg.